# Колотовщина (Печонковське сільське поселення)
Колотовщина (рос. Колотовщина) — присілок Велізького району Смоленської області Росії. Входить до складу Печенковського сільського поселення.
Населення — 5 осіб (2007 рік). 